# Stal Rzeszów (piłka nożna)
Stal Rzeszów SA – polski klub piłkarski założony w 1944 roku z siedzibą w Rzeszowie, który w sezonie 2025/2026 występuje w Ekstraklasie

## Informacje o klubie
Władze sekcji
- Prezes sekcji: Rafał Kalisz
- Dyrektor sportowy: Jarosław Fojut

## Stadion

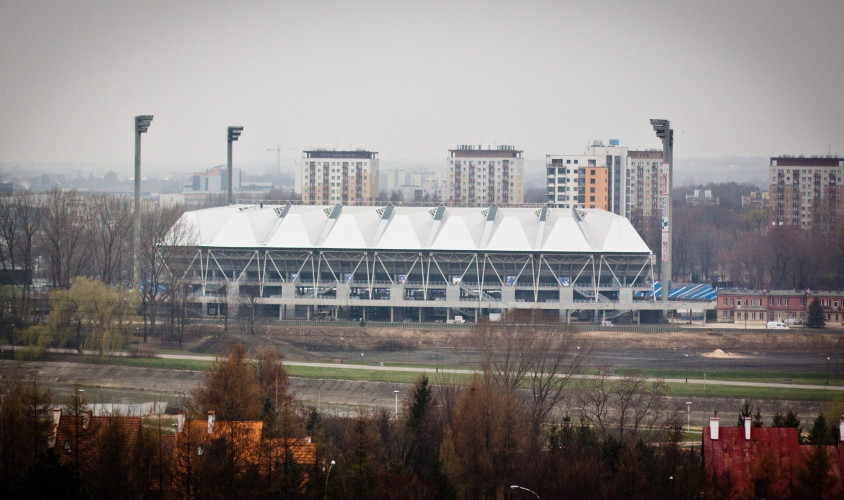
Stadion Stali Rzeszów – widok z zewnątrz (2012)

- Nazwa: Stadion Miejski „Stal” w Rzeszowie
- Adres: ul. Hetmańska 69
- Rok budowy: 1955
- Pojemność: 11 547 miejsc siedzących
- Oświetlenie: 1000 lx
- Wymiary: 104 x 66 m

## Sukcesy
- 7. miejsce w I lidze: 1965/1966
- Puchar Polski: 1974/1975
- 1/8 finału Pucharu Zdobywców Pucharów: 1975/1976

## Historia

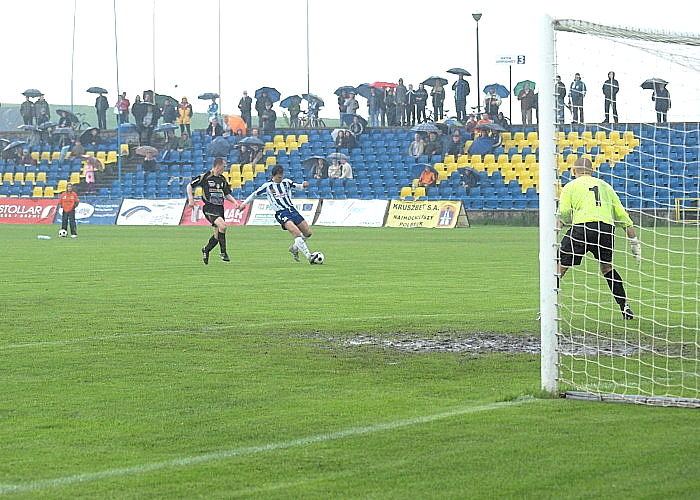
Wyjazdowy mecz Stali Rzeszów z Wigrami Suwałki w sezonie 2009/10

### Dotychczasowe nazwy
- (1944) OM TUR PZL Rzeszów
- (maj 1949) Zakładowy Klub Sportowy Stal Rzeszów
- (lato 2004) ZKS Stal Greinplast Rzeszów
- (lato 2005) ZKS Stal Rzeszów
- (19 stycznia 2007) ZKS Stal Watkem Rzeszów
- (marzec 2008) ZKS Stal Kwarcsystem Rzeszów
- (lipiec 2009) ZKS Stal Sandeco Rzeszów
- (lipiec 2012) Stal Rzeszów Spółka Akcyjna

### 1944

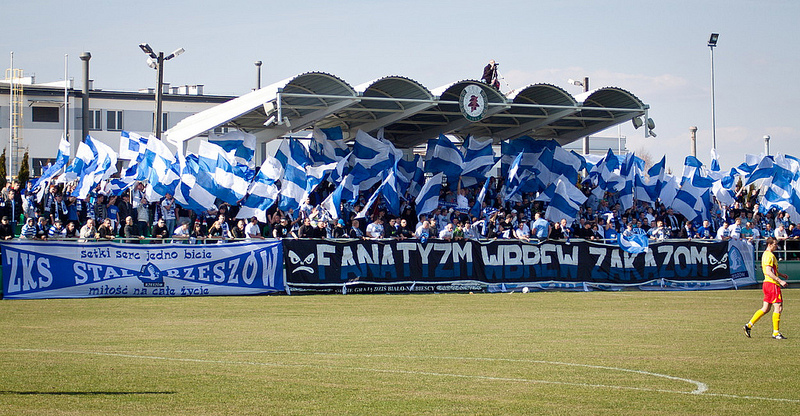
Kibice Stali Rzeszów (2012)

Historia sportu przy ulicy Hetmańskiej 69 w Rzeszowie ma swój początek w listopadzie 1944 roku, kiedy to grupa pracowników Państwowych Zakładów Lotniczych zdecydowała o utworzeniu przy Organizacji Młodzieży Towarzystwa Uniwersytetu Robotniczego (OM TUR) związanej organizacyjnie z PPS Koła Sportowego. Pierwszym przewodniczącym został Bronisław Szczoczarz, natomiast jego zastępcami zostali Zygmunt Cisek, Paweł Drożdżyński, członkami zarządu zostali Józef Błaszkowski, Franciszek Ciępa i Tadeusz Tomaszewski. Ideą działaczy było utworzenie klubu, który skupi pod jednym sztandarem garnącą się do uprawiania sportu rzeszowską młodzież, jak również byłych sportowców przybywających na Rzeszowszczyznę. W okresie tworzenia zespołu fundusze na działalność klubu pochodziły w znacznej części ze zbiórek organizowanych na lodowiskach, czy podczas zabaw tanecznych. Podobnie pozyskiwano sprzęt sportowy pochodzący z okresu przedwojennego. Formalnie stowarzyszenie „O.M.T.U.R. – P.Z.L.” w Rzeszowie został wpisany do rejestru stowarzyszeń 14 września 1946. 

### Dalsze losy
W sezonie III ligi 1956 Stal awansowała do II ligi 1957 (trenerami byli wówczas Edward Mikusiński oraz jako grający zawodnik Tadeusz Hogendorf). Po kilku latach występów na tym szczeblu w edycji II ligi 1962 dnia  21 czerwca 1962 drużyna awansowała do I ligi. Od tego czasu grała w I lidze, zdobyła Puchar Polski oraz dotarła do II rundy Pucharu Zdobywców Pucharów. 
W 2012 roku powstała spółka akcyjna, która przejęła Zakładowy Klub Sportowy. Stal obecnie występuje w I lidze. Od kwietnia 2018 roku sponsorem tytularnym zespołu jest firma Fibrain – polski producent rozwiązań światłowodowych.

### Sezon po sezonie

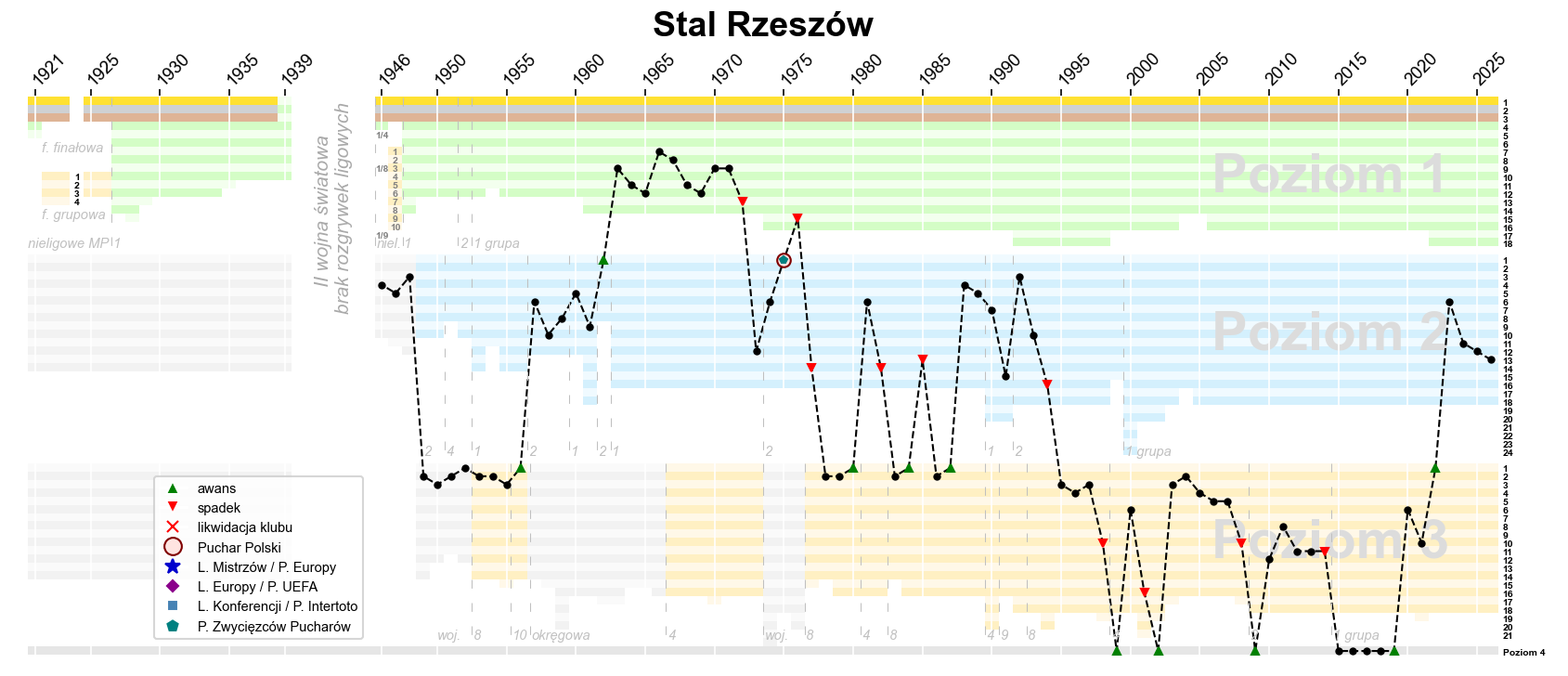
Historia występów Stali Rzeszów w rozgrywkach ligowych

Brak danych z lat 1946-1952.
| Sezon     | Rozgrywki | Pozycja | Mecze | Mecze | Mecze | Mecze | Bramki | Bramki | Bramki | Punkty | Uwagi                                                         |
| Sezon     | Rozgrywki | Pozycja | O     | Z     | R     | P     | +      | -      | +/-    | Punkty | Uwagi                                                         |
| --------- | --------- | ------- | ----- | ----- | ----- | ----- | ------ | ------ | ------ | ------ | ------------------------------------------------------------- |
| 1953      | III liga  | 2/12    | 22    | 16    | 3     | 3     | 67     | 19     | +48    | 35     | Grupa VII (Rzeszowska)                                        |
| 1954      | III liga  | 2/9     | 16    | 10    | 2     | 4     | 42     | 17     | +25    | 22     | Grupa VII (Rzeszowsko-Lubelska)                               |
| 1955      | III liga  | 3/12    | 22    | 10    | 6     | 6     | 51     | 31     | +20    | 26     | Grupa VII (Rzeszowsko-Lubelska)                               |
| 1956      | III liga  | 1/12    | 22    | 16    | 4     | 2     | 60     | 18     | +42    | 36     | Grupa VII (Rzeszowsko-Lubelska), wygrane baraże o II ligę     |
| 1957      | II liga   | 6/12    | 22    | 10    | 2     | 10    | 40     | 30     | +10    | 22     | Grupa południowa                                              |
| 1958      | II liga   | 10/12   | 22    | 6     | 7     | 9     | 28     | 33     | -5     | 19     | Grupa południowa                                              |
| 1959      | II liga   | 8/12    | 22    | 8     | 7     | 7     | 24     | 23     | +1     | 23     | Grupa południowa                                              |
| 1960      | II liga   | 5/12    | 22    | 9     | 5     | 8     | 26     | 29     | -3     | 23     | Grupa południowa                                              |
| 1961      | II liga   | 9/18    | 34    | 11    | 12    | 11    | 41     | 40     | +1     | 34     |                                                               |
| 1962      | II liga   | 1/8     | 14    | 10    | 1     | 3     | 26     | 13     | +13    | 21     | Grupa A                                                       |
| 1962/1963 | I liga    | 9/14    | 26    | 7     | 9     | 10    | 33     | 39     | -6     | 23     |                                                               |
| 1963/1964 | I liga    | 11/14   | 26    | 8     | 7     | 11    | 32     | 44     | -12    | 23     |                                                               |
| 1964/1965 | I liga    | 12/14   | 26    | 5     | 13    | 8     | 30     | 35     | -5     | 23     |                                                               |
| 1965/1966 | I liga    | 7/14    | 26    | 8     | 10    | 8     | 29     | 30     | -1     | 26     |                                                               |
| 1966/1967 | I liga    | 8/14    | 26    | 9     | 8     | 9     | 24     | 30     | -6     | 26     |                                                               |
| 1967/1968 | I liga    | 11/14   | 26    | 8     | 7     | 11    | 24     | 39     | -15    | 23     |                                                               |
| 1968/1969 | I liga    | 12/14   | 26    | 7     | 8     | 11    | 18     | 31     | -13    | 22     |                                                               |
| 1969/1970 | I liga    | 9/14    | 26    | 9     | 5     | 12    | 30     | 36     | -6     | 23     |                                                               |
| 1970/1971 | I liga    | 9/14    | 26    | 6     | 12    | 8     | 34     | 26     | +8     | 24     |                                                               |
| 1971/1972 | I liga    | 13/14   | 26    | 4     | 10    | 12    | 20     | 32     | -12    | 18     |                                                               |
| 1972/1973 | II liga   | 12/16   | 30    | 7     | 13    | 10    | 27     | 33     | -6     | 27     |                                                               |
| 1973/1974 | II liga   | 6/16    | 30    | 12    | 8     | 10    | 34     | 25     | +9     | 32     | Grupa południowa                                              |
| 1974/1975 | II liga   | 1/16    | 30    | 15    | 11    | 4     | 44     | 16     | +28    | 41     | Grupa południowa, Puchar Polski                               |
| 1975/1976 | I liga    | 15/16   | 30    | 8     | 8     | 14    | 23     | 35     | -12    | 24     | 1/8 finału Pucharu Zdobywców Pucharu                          |
| 1976/1977 | II liga   | 14/16   | 30    | 7     | 12    | 11    | 23     | 40     | -17    | 26     | Grupa południowa                                              |
| 1977/1978 | III liga  | 2/14    | 26    | 13    | 5     | 8     | 35     | 22     | +13    | 31     | Grupa III                                                     |
| 1978/1979 | III liga  | 2/15    | 28    | 19    | 5     | 4     | 67     | 13     | +54    | 43     | Grupa III                                                     |
| 1979/1980 | III liga  | 1/15    | 28    | 21    | 3     | 4     | 47     | 17     | +30    | 45     | Grupa IV                                                      |
| 1980/1981 | II liga   | 6/16    | 30    | 11    | 11    | 8     | 33     | 29     | +4     | 33     | Grupa II                                                      |
| 1981/1982 | II liga   | 14/16   | 30    | 7     | 10    | 13    | 23     | 34     | -11    | 24     | Grupa II                                                      |
| 1982/1983 | III liga  | 2/14    | 26    | 13    | 12    | 1     | 44     | 16     | +28    | 38     | Grupa VIII                                                    |
| 1983/1984 | III liga  | 1/16    | 30    | 22    | 7     | 1     | 65     | 14     | +51    | 51     | Grupa VIII                                                    |
| 1984/1985 | II liga   | 13/16   | 30    | 7     | 12    | 11    | 20     | 31     | -11    | 26     | Grupa II                                                      |
| 1985/1986 | III liga  | 2/14    | 26    | 15    | 7     | 4     | 51     | 17     | +34    | 37     | Grupa VIII                                                    |
| 1986/1987 | III liga  | 1/14    | 26    | 17    | 6     | 3     | 61     | 15     | +46    | 47     | Grupa VIII                                                    |
| 1987/1988 | II liga   | 4/16    | 30    | 13    | 7     | 10    | 41     | 32     | +9     | 35     | Grupa II                                                      |
| 1988/1989 | II liga   | 5/16    | 30    | 13    | 10    | 7     | 38     | 26     | +12    | 38     | Grupa II                                                      |
| 1989/1990 | II liga   | 7/20    | 38    | 15    | 13    | 10    | 37     | 31     | +6     | 44     |                                                               |
| 1990/1991 | II liga   | 15/20   | 38    | 10    | 15    | 13    | 44     | 50     | -6     | 35     |                                                               |
| 1991/1992 | II liga   | 3/18    | 34    | 15    | 13    | 6     | 44     | 28     | +16    | 43     | Grupa II                                                      |
| 1992/1993 | II liga   | 10/18   | 34    | 12    | 8     | 14    | 31     | 35     | -4     | 32     | Grupa II                                                      |
| 1993/1994 | II liga   | 16/18   | 34    | 7     | 14    | 13    | 29     | 34     | -5     | 28     | Grupa II                                                      |
| 1994/1995 | III liga  | 3/18    | 34    | 17    | 11    | 6     | 55     | 28     | +27    | 45     | Grupa V (Kraków)                                              |
| 1995/1996 | III liga  | 4/18    | 34    | 20    | 6     | 8     | 70     | 32     | +38    | 66     | Grupa VI (Kraków)                                             |
| 1996/1997 | III liga  | 3/18    | 34    | 17    | 11    | 6     | 82     | 40     | +42    | 62     | Grupa VI (Kraków)                                             |
| 1997/1998 | III liga  | 10/18   | 34    | 11    | 10    | 13    | 43     | 48     | -5     | 43     | Grupa IV (Kraków)                                             |
| 1998/1999 | IV liga   | 1/18    | 34    | 23    | 8     | 3     | 73     | 15     | +58    | 77     | Grupa Rzeszów-Krosno-Przemyśl                                 |
| 1999/2000 | III liga  | 6/18    | 34    | 15    | 7     | 12    | 37     | 32     | +5     | 52     | Grupa IV                                                      |
| 2000/2001 | III liga  | 16/19   | 36    | 12    | 8     | 16    | 31     | 44     | -13    | 44     | Grupa IV                                                      |
| 2001/2002 | IV liga   | 1/18    | 34    | 23    | 8     | 3     | 76     | 18     | +58    | 77     | Grupa XI (podkarpacka)                                        |
| 2002/2003 | III liga  | 3/17    | 32    | 15    | 8     | 9     | 41     | 33     | +8     | 53     | Grupa IV                                                      |
| 2003/2004 | III liga  | 2/16    | 30    | 18    | 7     | 5     | 45     | 22     | +23    | 61     | Grupa IV, przegrane baraże o II ligę                          |
| 2004/2005 | III liga  | 4/16    | 30    | 17    | 5     | 8     | 50     | 31     | +19    | 56     | Grupa IV                                                      |
| 2005/2006 | III liga  | 5/16    | 30    | 14    | 8     | 8     | 47     | 36     | +11    | 50     | Grupa IV                                                      |
| 2006/2007 | III liga  | 5/16    | 30    | 15    | 5     | 10    | 58     | 31     | +27    | 50     | Grupa IV                                                      |
| 2007/2008 | III liga  | 10/17   | 32    | 10    | 10    | 12    | 28     | 34     | -6     | 40     | Grupa IV                                                      |
| 2008/2009 | III liga  | 2/16    | 30    | 16    | 8     | 6     | 52     | 25     | +27    | 56     | Grupa VIII (lubelsko-podkarpacka), wygrane baraże o II ligę   |
| 2009/2010 | II liga   | 12/18   | 34    | 11    | 9     | 14    | 47     | 49     | -2     | 42     | Grupa wschodnia                                               |
| 2010/2011 | II liga   | 8/18    | 34    | 12    | 12    | 10    | 55     | 46     | +9     | 48     | Grupa wschodnia                                               |
| 2011/2012 | II liga   | 11/16   | 30    | 9     | 9     | 12    | 31     | 34     | -3     | 36     | Grupa wschodnia                                               |
| 2012/2013 | II liga   | 11/18   | 34    | 9     | 15    | 10    | 37     | 32     | +5     | 42     | Grupa wschodnia                                               |
| 2013/2014 | II liga   | 11/18   | 34    | 12    | 11    | 11    | 40     | 40     | 0      | 47     | Grupa wschodnia                                               |
| 2014/2015 | III liga  | 1/18    | 34    | 21    | 10    | 3     | 84     | 29     | +55    | 73     | Grupa VIII (lubelsko-podkarpacka), przegrane baraże o II ligę |
| 2015/2016 | III liga  | 2/18    | 34    | 23    | 5     | 6     | 80     | 33     | +47    | 74     | Grupa VIII (lubelsko-podkarpacka)                             |
| 2016/2017 | III liga  | 3/17    | 32    | 20    | 4     | 8     | 70     | 32     | +38    | 64     | Grupa IV                                                      |
| 2017/2018 | III liga  | 6/18    | 34    | 16    | 7     | 11    | 56     | 40     | +16    | 55     | Grupa IV                                                      |
| 2018/2019 | III liga  | 1/18    | 34    | 22    | 10    | 2     | 87     | 27     | +60    | 76     | Grupa IV                                                      |
| 2019/2020 | II liga   | 6/18    | 34    | 15    | 6     | 13    | 55     | 44     | +11    | 51     | przegrane baraże o I ligę                                     |
| 2020/2021 | II liga   | 10/19   | 36    | 14    | 8     | 14    | 58     | 60     | -2     | 50     |                                                               |
| 2021/2022 | II liga   | 1/18    | 34    | 23    | 8     | 3     | 75     | 35     | +40    | 77     |                                                               |
| 2022/2023 | I liga    | 6/18    | 34    | 14    | 9     | 11    | 57     | 44     | +13    | 51     | przegrane baraże o Ekstraklasę                                |
| 2023/2024 | I liga    | 11/18   | 34    | 14    | 6     | 14    | 53     | 60     | -7     | 48     |                                                               |
| 2024/2025 | I liga    | 12/18   | 34    | 9     | 8     | 17    | 42     | 59     | -17    | 35     |                                                               |

| Oznaczenie kolorami | Liczba sezonów |
| ------------------- | -------------- |
| I poziom ligowy     | 11             |
| II poziom ligowy    | 23             |
| III poziom ligowy   | 31             |
| IV poziom ligowy    | 8              |

- – awans
- – spadek

### Ekstraklasa
Stal Rzeszów spędziła w Ekstraklasie 11 sezonów. W najwyższej klasie rozgrywkowej piłkarze z Hetmańskiej występowali nieprzerwanie w latach 1962–1972 oraz w sezonie 1975/1976. W tabeli wszech czasów Ekstraklasy Duma Rzeszowa zajmuje obecnie 37 miejsce. 
| Bilans Stali Rzeszów w Ekstraklasie |            |        |         |        |                |                 |
| Mecze                               | Zwycięstwa | Remisy | Porażki | Punkty | Bramki zdobyte | Bramki stracone |
| 290                                 | 79         | 97     | 114     | 255    | 297            | 377             |

### Puchar Polski
Największym sukcesem Stali Rzeszów w historii jest zdobycie Pucharu Polski w edycji 1974/1975. Drużyna eliminowała w drodze po tytuł kolejno zespoły: w I rundzie Kolejarz Prokocim 3:0, w 1/16 finału Szombierki Bytom 2:1, w 1/8 finału ROW Rybnik 2:1, w ćwierćfinale Stal Mielec 2:0, w półfinale Pogoń Szczecin 3:0. W finale Duma Rzeszowa spotkała się z drużyną rezerw ROW-u Rybnik, pokonując ją w rzutach karnych.
| 1 maja 1975 | ROW II Rybnik                                      | 0:0 (pd.)(0:0, k. 2:3) | Stal Rzeszów | Stadion Cracovii, Kraków Widzów: 15 000 Sędzia: Łazowski (Warszawa) |
| 1 maja 1975 |                                                    | 0:0 (pd.)(0:0, k. 2:3) | | Stadion Cracovii, Kraków Widzów: 15 000 Sędzia: Łazowski (Warszawa) |
| 1 maja 1975 | · Golla · Błachut · Lorens · Kaczmarczyk · Grzonka | Rzuty karne            | · Napieracz · Krawczyk · Blaga · Krysiński · Dziama | Stadion Cracovii, Kraków Widzów: 15 000 Sędzia: Łazowski (Warszawa) |
|             |                                                    |                        | Jałocha – Blaga, Gawlik, Rosół, Biel – Michaliszyn, Janiszewski, Krawczyk – Kozerski (91' Krysiński), Napieracz, Miler (96' Dziama) Trener: Joachim Krajczy |                                                                     |

Autorzy sukcesu otrzymali złote „Honorowe Odznaki Wojewódzkiej Federacji Sportu”.

## Europejskie puchary
Przygoda z europejskimi pucharami rozpoczęła się dla Stali Rzeszów w sezonie 1975/1976 po zdobyciu Pucharu Polski. W I rundzie (1/16 finału) Pucharu Zdobywców Pucharów w losowaniu „Stali” przypadł jako pucharowy przeciwnik Skeid Fotball, siedmiokrotny mistrz i trzykrotny zdobywca pucharu Norwegii. Zespół z Rzeszowa pokonał w Norwegii „Skeid” 4:1. Po bramkach Kozerskiego (w 30 i 48 min.), Curyły (67 min.) i Milera (77 min.) Stal prowadziła do ostatniej minuty meczu aż 4:0 (dla Norwegów honorową bramkę zdobył Skjoensberg w 89 min.). Redaktor Andrzej Kosiorowski, wysłannik „Nowin”, doniósł z Oslo, iż Norwegowie byli oczarowani grą biało-niebieskich, a zwłaszcza Kozerskiego, o którym w tytule tamtejszej prasy pisano zwrot zrozumiały także dla Polaków; „Oh Kozerski...” W meczu rewanżowym rozegranym 1 października, Stal ponownie pokonała Norwegów, tym razem 4:0 po bramkach Kozerskiego (7 min.), Milera (16 min.), Krawczyka (43 min.), Napieracza (67 min.) i zakwalifikowała się do kolejnej rundy. W 1/8 finału rzeszowianie trafili na walijski klub Wrexham. W pierwszym meczu na wyjeździe 22 października, Stal uległa wyspiarzom 0:2 (oba gole zdobył Ashcroft w 10 i 34 min.). W rewanżu w Rzeszowie 5 listopada padł wynik 1:1 – prowadzenie gospodarzom dał Kozerski w 68 min., wyrównał Sutton w 83 min. Tym samym Duma Rzeszowa odpadła z dalszej rywalizacji w Pucharze Zdobywców Pucharów.
Legenda do wszystkich tabel:
- Q – runda eliminacyjna, 1/16, 1/8, 1/4, 1/2 – odpowiednia faza rozgrywek, Grupa – runda grupowa, 1r gr – pierwsza runda grupowa, 2r gr – druga runda grupowa, F – finał, R – runda, PO – play-off
- k. – rzuty karne, los. – losowanie, Dogr. – dogrywka, w. – zasada bramek strzelonych na wyjeździe

| Sezon   | Rozgrywki                 | Runda | Przeciwnik    | Dom | Wyjazd | Ogólnie |
| ------- | ------------------------- | ----- | ------------- | --- | ------ | ------- |
| 1975/76 | Puchar Zdobywców Pucharów | 1R    | Skeid Fotball | 4–0 | 4–1    | 8–1     |
| 1975/76 | Puchar Zdobywców Pucharów | 2R    | Wrexham       | 1–1 | 0–2    | 1–3     |

### Statystyki
| 17 września 1975 | Skeid Fotball  | 1:4(0:1) | Stal Rzeszów | Bislett stadion, Oslo Widzów: 5 000 Sędzia: Hirviniemi |
| 17 września 1975 | Skjönsberg 89' | 1:4(0:1) | Kozerski 30', 48' · Curyło 67' · Miler 77' | Bislett stadion, Oslo Widzów: 5 000 Sędzia: Hirviniemi |
|                  |                |          | Jałocha – Sieniawski (67' Blaga), Rosół, Gawlik, Biel – Kozerski, Michaliszyn, Curyło – Krawczyk, Napieracz (57' Krysiński), Miler Trener: Zenon Książek |                                                        |

| 1 października 1975 | Stal Rzeszów                                           | 4:0(3:0) | Skeid Fotball | Stadion Miejski w Rzeszowie, Rzeszów Widzów: 15 000 Sędzia: Tokat |
| 1 października 1975 | Kozerski 7' · Miler 16' · Krawczyk 43' · Napieracz 67' | 4:0(3:0) |               | Stadion Miejski w Rzeszowie, Rzeszów Widzów: 15 000 Sędzia: Tokat |
| Jałocha – Sieniawski, Rosół, Gawlik, Biel – Kozerski (63' Urban), Michaliszyn, Curyło (56' Dziama) – Krawczyk, Napieracz, Miler Trener: Zenon Książek |                                                        |          |               |                                                                   |

| 22 października 1975 | Wrexham           | 2:0(2:0) | Stal Rzeszów | Racecourse Ground, Wrexham Widzów: 10 000 Sędzia: Linemayr |
| 22 października 1975 | Ashcroft 10', 34' | 2:0(2:0) | | Racecourse Ground, Wrexham Widzów: 10 000 Sędzia: Linemayr |
|                      |                   |          | Jałocha – Sieniawski, Kawalec, Gawlik, Biel – Kozerski, Michaliszyn, Curyło – Krawczyk, Napieracz (31' Janiszewski), Miler Trener: Zenon Książek |                                                            |

| 5 listopada 1975 | Stal Rzeszów | 1:1(0:0) | Wrexham    | Stadion Miejski w Rzeszowie, Rzeszów Widzów: 20 000 Sędzia: Quedeville |
| 5 listopada 1975 | Kozerski 68' | 1:1(0:0) | Sutton 83' | Stadion Miejski w Rzeszowie, Rzeszów Widzów: 20 000 Sędzia: Quedeville |
| Jałocha – Blaga, Rosół, Gawlik (69' Janiszewski), Biel – Kozerski, Dziama, Curyło – Krawczyk, Napieracz, Krysiński Trener: Zenon Książek |              |          |            |                                                                        |

## Zawodnicy
| Imię i nazwisko   | Mecze (jako zawodnik Stali) | Gole (jako zwodnik Stali) |
| ----------------- | --------------------------- | ------------------------- |
| Jan Domarski      | 15 (2)                      | 2 (0)                     |
| Marian Kozerski   | 8 (8)                       | 2 (2)                     |
| Marian Ostafiński | 8 (3)                       | 0 (0)                     |
| Stanisław Majcher | 3 (3)                       | -6 (-6)                   |

Najwięcej bramek:
I liga (ekstraklasa)
Jan Domarski (55)
Zygmunt Marciniak (30)
Stanisław Stawarz (27)
W II lidze (obecnie I liga):
Ludwik Poświat (44)
Paweł Kloc (35)
Janusz Krawczyk (33)
W Pucharze Polski:
Janusz Krawczyk (14)
Robert Bąk (8)
Jan Domarski (8) 
Europejskie puchary:
Marian Kozerski (4)
Czesław Miler (2)
Janusz Krawczyk, Zdzisław Napieracz, Stanisław Curyło (1)
Najwięcej spotkań:
W I lidze (ekstraklasie):
Jan Domarski (205)
Stanisław Janiak (199)
Stanisław Stawarz (198)
W II lidze (obecnie I liga):
Tadeusz Złamaniec (247)
Jerzy Szeliga (231)
Janusz Krawczyk (175)

## Kadra w sezonie 2023/2024
Stan na 26 listopada 2023.
| Nr | Poz.          | Piłkarz               |
| -- | ------------- | --------------------- |
| 2  | OB            | Patryk Warczak        |
| 6  | PO            | Franciszek Polowiec   |
| 7  | PO            | Krzysztof Danielewicz |
| 9  | PO            | Wiktor Kłos           |
| 10 | NA            | Adler da Silva        |
| 11 | PO            | Andreja Prokić [K]    |
| 12 | BR            | Jakub Raciniewski     |
| 14 | OB            | Kamil Kościelny       |
| 17 | NA            | Kacper Sadłocha       |
| 18 | OB            | Krystian Wachowiak    |
| 19 | NA            | Manuel Ponce Garcia   |
| 20 | PO            | Kacper Piątek         |
| 22 | OB            | Milan SImcak          |
| 23 | OB            | Krystian Wrona        |
| 24 | BR            | Gerard Bieszczad      |
| 26 | OB            | Łukasz Góra           |
| 28 | PO            | Jesus Diaz            |
| 31 | PO            | Sebastien Thill       |
| 33 | PO            | Adrian Bukowski       |
| 41 | PO            | Karol Łysiak          |
| 42 | PO            | Szymon Kądziołka      |
| 44 | BR            | Jakub Wrąbel          |
| 46 | PO            | Szymon Łyczko         |
| 91 | NA            | Paweł Oleksy          |
|    | {{{pozycja}}} |                       |

- Trener:  Marek Zub
- II trener:  Sławomir Cisakowski
- Asystent trenera:  Mikołaj Raczyński
- Asystent trenera:  Michał Kordas
- Trener bramkarzy:  Radosław Hołubiec
- Trener przygotowania fizycznego:  Tomasz Grudziński
- Fizjoterapeuta:  Grzegorz Gomulec
- Fizjoterapeuta:  Pavlo Melnychuk
- Fizjoterapeuta:  Radosław Samojeden
- Kierownik drużyny:  Kamil Kot